# Vinsarivier
De Vinsarivier (Zweeds: Vinsajoki) is een rivier, die stroomt in de Zweedse  gemeente Övertorneå. De rivier ontstaat op de bergehellingen van Kalliovaara. Ze stroomt (zuid)oostwaarts richting de Pentäsrivier waaraan ze haar water afgeeft. De beek stroomt haar 8 kilometer door onbewoond gebied.